# Чертомлык
Чертомлык (укр. Чортомлик) — посёлок, Покровский городской совет, Днепропетровская область, Украина.

## Географическое положение
Посёлок городского типа Чертомлык находится в 4,5 км от правого берега Каховского водохранилища и в 3-х км от реки Базавлук.
На расстоянии в 2,5 км от города Покров.
Через посёлок проходят автомобильные дороги Н-23, Т-0434 и
железная дорога, станция Чертомлык.

## История
Посёлок вырос при железнодорожной станции, построенной в 1904 году для обслуживания перевозок руды Покровского марганцевого рудника. Некоторое время станция называлась Осокоровкой, но с 1910 года вернула себе первоначальное имя. Входил в состав Екатеринославского уезда Екатеринославской губернии.
Во время Великой Отечественной войны в 1941 - 1943 гг. селение находилось под немецкой оккупацией.
В 1957 — присвоено статус посёлок городского типа.
В январе 1989 года численность населения составляла 1690 человек.
По состоянию на 1 января 2013 года численность населения составляла 1382 человек.

## Экология
- Покровский карьер ПАО Покровского ГОКа. Добыча марганцевой руды открытым способом (карьер).
- Александровский карьер ПАО Покровского ГОКа. Добыча карбонатной руды открытым способом (карьер).